# Claude Montcharmont
Pour les articles homonymes, voir Montcharmont.
Claude Montcharmont ou le Braconnier du Morvan, né le 29 septembre 1820 à Saint-Prix (Saône-et-Loire) et mort guillotiné le 10 mai 1851,, à Chalon-sur-Saône, est un braconnier auteur d'un meurtre et d'un assassinat. 
Les circonstances de sa mise à mort ont participé à alimenter une controverse sur la peine capitale, notamment par l'intervention de Charles Hugo relayé par la suite par son père Victor Hugo.  

## Maréchal-ferrant et braconnier
Claude Montcharmont est d'abord paysan puis maréchal-ferrant. 
Il est également chasseur, mais le prix des permis étant trop élevé pour qu'il puisse les payer, il chasse sans permis, devenant de ce fait braconnier. Ce défaut de permis lui vaudra d'être arrêté et condamné à six mois de prison. Mais il tentera d'échapper à sa peine en s'enfuyant dans les bois, où il passera dès lors le plus clair de son temps.

## Crimes
Le 7 novembre 1850, deux gendarmes de la brigade d'Autun (Emery et Brouet) sont à Saint-Prix : ils aperçoivent un individu armé (Claude Montcharmont) et se lancent à sa poursuite. Prenant peur, le braconnier fait feu sur les deux gendarmes : Brouet est blessé mais Emery est tué. 
Deux jours plus tard, le 9 novembre 1850, Montcharmont tue le garde champêtre de Saint-Prix, François Gauthey, qu'il tient pour responsable de sa condamnation pour défaut de permis de chasse, de même que de la mort de son chien de chasse et ses plus nombreuses, bien que minimes, condamnations pour non-respect à la loi lors de ses parties de chasse.

## Condamnation à mort

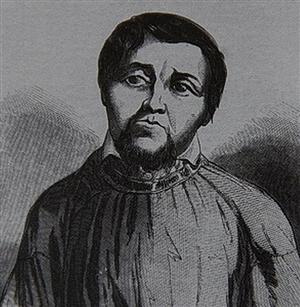
Portrait de Claude Montcharmont paru dans L'Illustration en 1851.

Claude Montcharmont, en cavale, finit par être arrêté. Le 4 décembre 1850, à Sennecey-le-Grand (où le fugitif a trouvé pension dans une auberge), il est reconnu et dénoncé. Il n’oppose aucune résistance, est arrêté et transféré à la prison de Chalon-sur-Saône. 
Son procès débute le 29 mars 1851 devant la cour d'assises de Saône-et-Loire, à Chalon-sur-Saône. Montcharmont reconnaît les faits qui lui sont reprochés, s'explique, se justifie et exprime même ses regrets. Le « braconnier du Morvan » sera condamné à mort pour meurtre (celui du gendarme) et assassinat (celui du garde-champêtre).
Son exécution est fixée au 10 mai 1851. Mais, au jour dit, la foule et plus encore l'état d'énervement du condamné ne permettent pas à Louis-Antoine Dollé (1786-1852), exécuteur en chef des arrêts criminels (dénomination officielle du bourreau) de Chalon-sur-Saône, de mener à bien l'exécution. « Le patient est au pied de l’échafaud. Une lutte s’engage entre lui et les exécuteurs […]. Il est à terre […]. Il se débat avec violence, comme un homme qui se révolte contre la mort […]. Enfin on le soulève de nouveau. Cette fois encore il tombe entre les degrés de l’escalier, s’y cramponne avec force, et on ne peut plus l’en sortir. » (Le Courrier de Saône-et-Loire, édition du 10 mai 1851). Il en résultera qu'un bourreau devra être dépêché expressément de Dijon pour se charger de la tâche.

## Réactions
Dans L'Événement, Charles Hugo écrit :

« Vos guillotines sont aussi mal faites que vos lois. »

Son père Victor Hugo, réagira également à cette exécution.